# Самба (округ)
Самба (англ. Samba) — округ в индийской союзной территории Джамму и Кашмир, в регионе Джамму. Административный центр — город Самба . По данным всеиндийской переписи 2001 года население округа составляло 286 000 человек.
Этот округ был выделен из округа Джамму. В округ входят город Самба и прилегающие общины Виджайпур, Супвал, Гахвал. Исторически Самба состояла из 22 поселений (известных как манди), каждое поселение принадлежало отдельным семьям. В основном жителями Самбы были раджпуты, главным образом самбиялы и поэтому многие жители Самбы служат в вооружённых силах, ВВС, флоте, пограничниках и других силовых органах. Округ отделён от округа Джамму «Пурмандальским мостом». По переписи 2001 года всего 6 % жителей округа — мусульмане.

## Административное деление
Округ Самба состоит из четырёх кварталов: Самба, Виджайпур, Пурмандал и Гагвал. Каждый квартал включает в себя панчяты, всего 99.

## Политика
В округе 2 окружных собрания: Самба и Виджайпур. Часть избирательного округа Джамму.